# Tharros

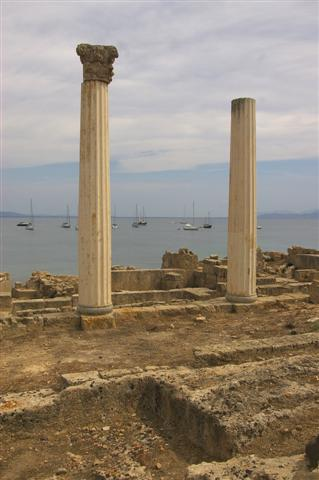
Tharros

Tharros (auch Tharras, Tarrae oder Tarras) ist eine antike Stadt an der Westküste Sardiniens, von der nur noch Reste erhalten sind. Sie liegt 20 km westlich von Oristano in der gleichnamigen Provinz, auf dem teilweise nur 100 m breiten Südzipfel der Sinis-Halbinsel. Der Name Tharros tauchte zuerst auf einem römischen Meilenstein auf.
Gegründet von Nuraghern, wurde der Platz von den Phöniziern zur Stadt ausgebaut und von den Puniern und Römern übernommen. Zwischen 827 und 1070 n. Chr. war sie Hauptstadt des Judikats Arborea. Ibn Dschubair (1145–1217) berichtet bereits 1183, dass er eine Ruinenstadt gesehen habe, als sein Schiff an dem sardischen Vorgebirge vor einem Sturm Schutz suchte.

## Geschichte

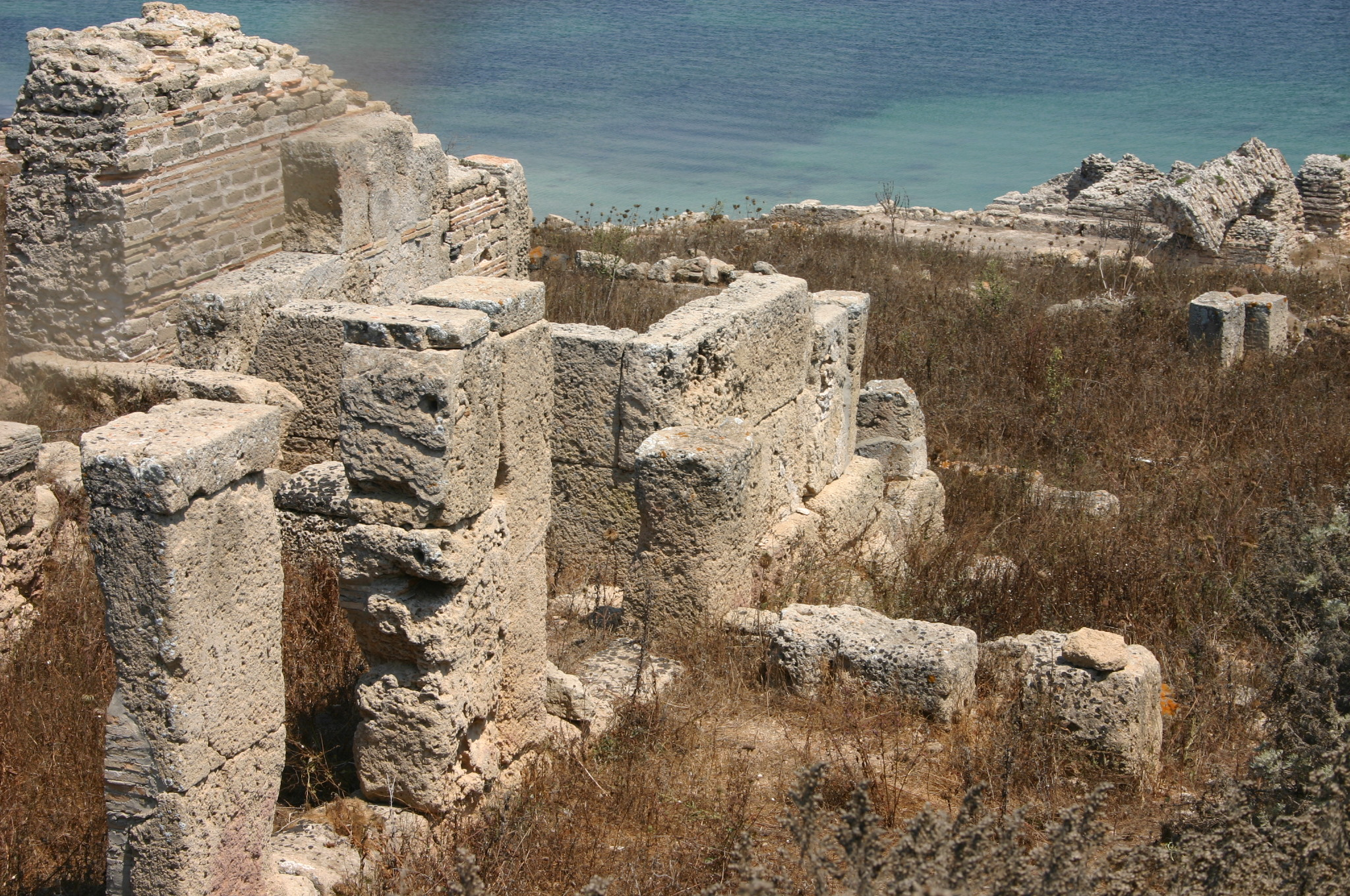
Ruinen des antiken Tharros auf der Sinis-Halbinsel

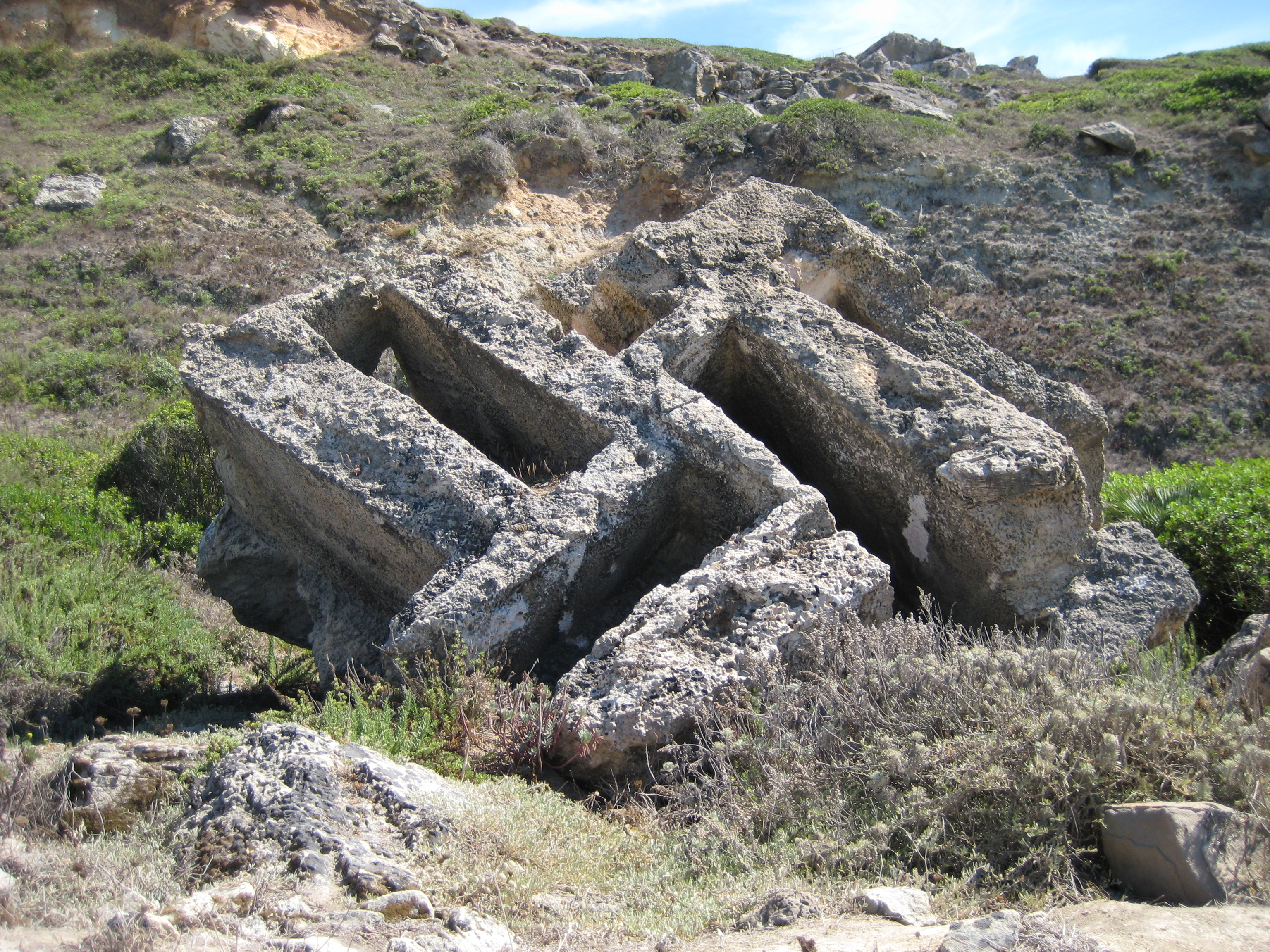
Nekropole am Capo San Marco

Die ältesten Funde in Tharros lassen auf eine Besiedlung im 13. und 12. Jahrhundert v. Chr. schließen. Ab dem 8. Jahrhundert v. Chr. muss Tharros eine phönizische Handelsniederlassung gewesen sein. Darauf verweisen die Ruinen einer Akropolis und zweier Tepathim. Aus punischer Zeit zeigt eine 120 m lange Mole, dass Tharros im 6. und 5. Jahrhundert v. Chr. eine bedeutende Hafen- und Handelsstadt war.
Die Römer besiegten 215 v. Chr. die Punier und passten die Stadt ihren Bedürfnissen an. Unter anderem wurden breite Straßen angelegt, die mit schwarzen Basaltplatten belegt wurden; hinzu kamen Wasserleitungen und ein Abwasserkanal unter der Straße, Thermen und ein hexagonales Baptisterium.
Nahe bei Tharros liegen die frühmittelalterlich byzantinische Kirche San Giovanni di Sinis und das im Sommer zugängliche Ipogeo di San Salvatore.

## Funde
Die vielleicht ältesten, aber nicht bei regulären Grabungen gefundenen Gegenstände, sind Bronzefiguren der Nuraghenkultur. Man fand zyprisch-mykenische Keramik aus dem 13. und 12. Jahrhundert v. Chr., die auf Seehandel schließen lässt. In keiner anderen phönizisch-punischen Niederlassung auf Sardinien hat man entsprechende Mengen von Importkeramik gefunden. Tharros unterhielt offenbar bereits im 8. und 7. Jahrhundert enge Beziehungen zu den Etruskern, worauf Buccherovasen verweisen. Giovanni Spano schätzte die Ausbeute aus über 100 geplünderten Gräbern auf etwa 4000 Skarabäen aus Achat, ägyptischem Glasfluss, Jaspis vom Monte Arci, Karneol, Lapislazuli und glasiertem Ton, die Hälfte davon in importiertem Gold gefasst.